# Марсело Чарпентьєр
Марсело Чарпентьєр (ісп. Marcelo Charpentier; нар. 11 липня 1973) — колишній аргентинський тенісист.
Найвищу одиночну позицію світового рейтингу — 114 місце досяг 16 червня 1997, парну — 187 місце — 27 січня 1997 року.
Найвищим досягненням на турнірах Великого шолома було 2 коло в одиночному розряді.

## Титули на челленджерах

### Одиночний розряд: (2)
| Ранг | Рік  | Турнір                   | Покриття | Суперник        | Рахунок      |
| ---- | ---- | ------------------------ | -------- | --------------- | ------------ |
| 1.   | 1996 | Женева, Швейцарія        | Ґрунт    | Олівер Гросс    | 6–2, 3–1 RET |
| 2.   | 1999 | Пунта-дель-Есте, Уругвай | Ґрунт    | Мартін Родрігес | 6–2, 6–2     |

### Парний розряд: (5)
| Ранг | Рік  | Турнір                           | Покриття | Партнер          | Суперники                      | Рахунок           |
| ---- | ---- | -------------------------------- | -------- | ---------------- | ------------------------------ | ----------------- |
| 1.   | 1996 | Братислава, Словаччина           | Ґрунт    | Густаво Куертен  | Філіппо Мессорі Том Ванхудт    | 3–6, 6–3, 7–5     |
| 2.   | 1996 | Ташкент, Узбекистан              | Ґрунт    | Альберт Портас   | Андрій Черкасов Лоренс Тілеман | 6–1, 6–2          |
| 3.   | 1998 | Санта-Крус-де-ла-Сьєрра, Болівія | Ґрунт    | Андрес Шнейтер   | Кеплер Орельяна Джимі Шиманскі | 6–2, 6–3          |
| 4.   | 1999 | Севілья, Іспанія                 | Ґрунт    | Хосе Фронтера    | Едуардо Ніколас Херман Пуентес | 7–5, 6–3          |
| 5.   | 2006 | Генуя, Італія                    | Ґрунт    | Адріано Б'яселла | Джеймі Дельгадо Джеймі Маррей  | 6–4, 4–6, [13–11] |